# 塔瓦
塔瓦（法語：Tahoua）是尼日爾東南部的城市，也是尼日當地的第四大城市與塔瓦大區的首府，是圖瓦雷克人的貿易和商業中心。根據2012年人口普查，人口為117,826。